# Mineke Schipper
Mineke Schipper, nacida Wilhelmina Janneke Josepha de Leeuw (6 de diciembre de 1938 en Polsbroek) es una autora holandesa de ficción y no ficción. Como investidadora es bien conocida por su trabajo en mitologías en literatura comparada y estudios interculturales.

## Descripción de la autora
Gracias a su perspectiva global crítica, Schipper ha dado un impulso importante al campo de estudios literarios interculturales. Con el fin de hacer accesibles sus puntos de vista tanto a audiencias académicas como no, imparte conferencias no solo en universidades e institutos científicos (Berkeley, Beijing, Pretoria. Estocolmo), sino también fuera de los ámbitos académicos, como por ejemplo ámbitos legislativos en La Haya o Bruselas.
Se ha dirigido también a un millar de mujeres rurales en el Amsterdam RAI Centro de Congresos; a mujeres judías en una sinagoga en Leiden; a una audiencia musulmana en una mezquita en Nairobi; a folkloristas egipcios en El Cairo, y a instituciones culturales desde Curaçao a Camboya.

## Educación
Mineke Schipper estudió francés, filosofía y teoría literaria en la Universidad Libre de Ámsterdam, a la que siguió estudios literarios comparativos en la Universidad de Utrecht. Empezó su carrera enseñando literatura francesa y africana en el Université Libre du Congo (entre 1964 y 1972). Se doctoró en Ámsterdam en 1973, con la primera tesis sobre literatura africana en los Países Bajos, y se dedicó a desarrollar el campo de estudios literarios interculturales. En 1988 consiguió ser la primera catedrática de Estudios Literarios Interculturales de los Países Bajos en la Universidad Libre de Ámsterdam. En 1993 se mudó a la Universidad de Leiden donde desarrolló un papel dinámico en la construcción de puentes interculturales en la investigación y enseñanza de la literatura comparativa en un contexto global.
En 1999 recibió un doctorado honoris causa por la Universidad de Chengdu (provincia de Sichuan) en China. Desde el 2000 ha sido invitada regularmente por la Academia China de Ciencias Sociales (CASS), con la que colabora con otros colegas en proyectos sobre épicas y mitos de creación. En diciembre de 2008 dio su lección de despedida en la Universidad de Leiden.
Mineke Schipper vive en Ámsterdam.

## Reconocimiento
Sus trabajos en tradiciones orales de ámbito mundial, refranes, mitos y mitologías creativas han atraído una gran atención. Por su libro internacionalmente aclamado Nunca te cases con una mujer de pies grandes. La mujer en los proverbios del mundo (Yale Prensa Universitaria, 2004; rústica, Amsterdam University Press y Chicago University Press, 2006) recibió el premio Eureka en 2005 (el libro académico más accesible para una gran audiencia). El libro ha sido traducido a un número importante de lenguas entre las que se cuentan el chino, el turco, el español, el árabe el coreano y el portugués y su página web interactiva, en la que pueden realizarse búsquedas, contiene más de 15 000 proverbios de todo el mundo sobre mujeres.

## Ficción
Mineke Schipper es también una escritora de ficción. Sus tres novelas (en neerlandés) están ambientadas en el contexto de la globalización. Su novela más recienteVogel valt vogel vliegt ('El pájaro cae, el pájaro vuela' Ámsterdam: Prometheus, 2007), fue alabada por el Nobel J. M. Coetzee como "una historia absorbente sobre el crecimiento del amor adulto, y el decaer del amor pasado, en el entorno de las guerras imperiales de América."
Además de novelas, ensayos y libros académicos en varias lenguas, también publica en periódicos y revistas tanto holandeses como internacionales, incluyendo NRC-Handelsblad, The Times, El Mundo, Los Angeles Times, Birgün (Turquía), Ex-Change (Hong Kong).

## Publicaciones (selección)
- (en inglés) China's Creation and Origin Myths. Cross-cultural Explorations in Oral and Written Traditions. Ed. by Mineke Schipper, Ye Shuxian and Yin Hubin. Leiden, Brill, 2011. ISBN 90-04-19485-1
- (en inglés) Markham H. Geller & Mineke Schipper (ed.): Imagening Creation. Leiden, Brill Publishers, 2008. ISBN 9789004157651
- (en inglés) y (en chino) Mineke Schipper & Hubin Yin (ed.): Epics and Heroes in China's Minority Cultures. Guangxi & Beijing, Guangxi Normal University Press, 2004. ISBN 7-5633-4820-4
- (en inglés) Mineke Schipper: Never Marry a Woman With Big Feet. Women in Proverbs From Around the World. New Haven, Yale University Press, 2003. ISBN 0-300-10249-6
- (en inglés) Mineke Schipper: Imagining Insiders. Africa and the Question of Belonging. London & New York, Cassell, 1999. ISBN 0-304-70479-2
- (en inglés) Mineke Schipper: Source of All Evil. African Proverbs and Sayings on Women. London,Allison & Busby, 1991. ISBN 0-85031-863-7
- (en inglés) Mineke Schipper: Beyond the Boundaries. Text and Context in African Literature. Chicago, Dee, 1990. ISBN 0-929587-36-7
- (en inglés) W.J.J. Schipper, W.L. Idema, H.M. Leyten: White and Black. Imagination and Cultural Confrontations. Ámsterdam, Royal Tropical Institute, 1990. ISBN 90-6832-810-7
- (en inglés) Unheard Words. Women and Literature in Africa, the Arab world, Asia, the Caribbean and Latin America. Ed. by Mineke Schipper. London, Allison & Busby, 1985. ISBN 0-85031-639-1
- (en inglés) Mineke Schipper: Theatre and Society in Africa. Johannesburg, Ravan Press, 1982. ISBN 0-86975-135-2
- (en inglés) Text and Context. Methodological Explorations in the Field of African Literature. Ed. by Mineke Schipper-de Leeuw. Leiden, Afrika-Studiecentrum, 1977. ISBN 90-70110-16-4
- (en inglés) “Who Am I?”: Fact and Fiction in African First-Person Narrative in African Literature: An Anthology of Criticism and Theory, 1989.
- (en francés) Mineke Schipper: Theatre et societe en Afrique. Dakar,Nouvelles Editions Africaines, 1984. ISBN 2-7236-0960-X
- (en francés) M. Schipper-de Leeuw: Perspective narrative et recit Africain à la première personne. Leiden, Afrika-Studiecentrum, 1976. No ISBN
- (en francés) Mineke Schipper-de Leeuw: Le blanc et l'Occident. Au miroir du roman négro-africain de langue française (des origines au festival de Dakar: 1920-1966). Assen, Van Gorcum, 1973. ISBN 90-232-1105-7
- (en alemán) Mineke Schipper: Heirate nie eine Frau mit großen Füßen. Frauen in Sprichwörtern. Eine Kulturgeschichte. Frankfurt am Main, Eichborn, 2007. ISBN 978-3-8218-5624-7
- (en alemán) Mineke Schipper: Eine gute Frau hat keinen Kopf. Europäische Sprichwörter über Frauen. München, Deutscher Taschenbuch Verlag, 1996. ISBN 3-423-30521-5